# Operação Tigre
A Operação Tigre foi uma ofensiva do Exército Croata (HV) conduzida em áreas da Croácia e Bósnia e Herzegovina perto de Dubrovnik entre 1 e 13 de julho de 1992. Foi projetada para empurrar o Exército da Republika Srpska (VRS) para longe do cidade em direção ao campo de Popovo e garantir uma rota de abastecimento via Rijeka Dubrovačka, que foi conquistada no início de junho quando o cerco de Dubrovnik pelo Exército Popular Iugoslavo (JNA) foi levantado. O sucesso da operação foi facilitado pelo estabelecimento do comando da Frente Sul do HV e a conclusão bem-sucedida das operações de maio a junho de 1992 contra o VRS no vale do rio Neretva, que terminou com a Operação Chacal.
Embora a Operação Tigre tenha capturado apenas 40 km² de território, ela garantiu a cidade de Ploče — a estrada de Dubrovnik colocou o exército croata em posição de capturar o resto do sul da Dalmácia nos três meses e meio seguintes. Isso foi alcançado por meio de uma retirada negociada do JNA de Konavle, seguida por uma operação anfíbia do exército croata na área de Cavtat —, capturando Konavle antes que o VRS pudesse se mover e alcançar a costa do mar Adriático. Duas ofensivas adicionais dos croatas com o objetivo de proteger as defesas da área de Dubrovnik — Operação Terra Liberada e um ataque ao Pico Vlaštica — estabilizaram o domínio croata na área, ameaçando a cidade de Trebinje, controlado por VRS na Herzegovina oriental. Como resultado da retirada do JNA, a península de Prevlaka foi desmilitarizada e colocada sob controle da Organização das Nações Unidas (ONU) até 1996.